# グリオッツ
グリオッツ（フランス語: griot、ハイチ語: griyo）はハイチの国民食。料理としては豚肉のオレンジ煮込みである。ハイチではパーティなどで提供されている。

## 概要
グリオッツは通常、豚の肩肉から作られる。飲料水の入手が困難なため、肉は酸性のオレンジやライム果汁で洗われる。洗った肉をハーブや野菜、スパイスをブレンドしたエピスでマリネした後、柔らかくなるまで煮込むか直火で焼く。グリオッツの残り汁はソス・ティ・マリスというスパイスのソースで使用する。最後に肉をきつね色でカリカリに揚げて、完成。グリオットはバンナン・ペゼ（bannann peze）と一緒に食べることが多い。